# Alphabets d'Anatolie

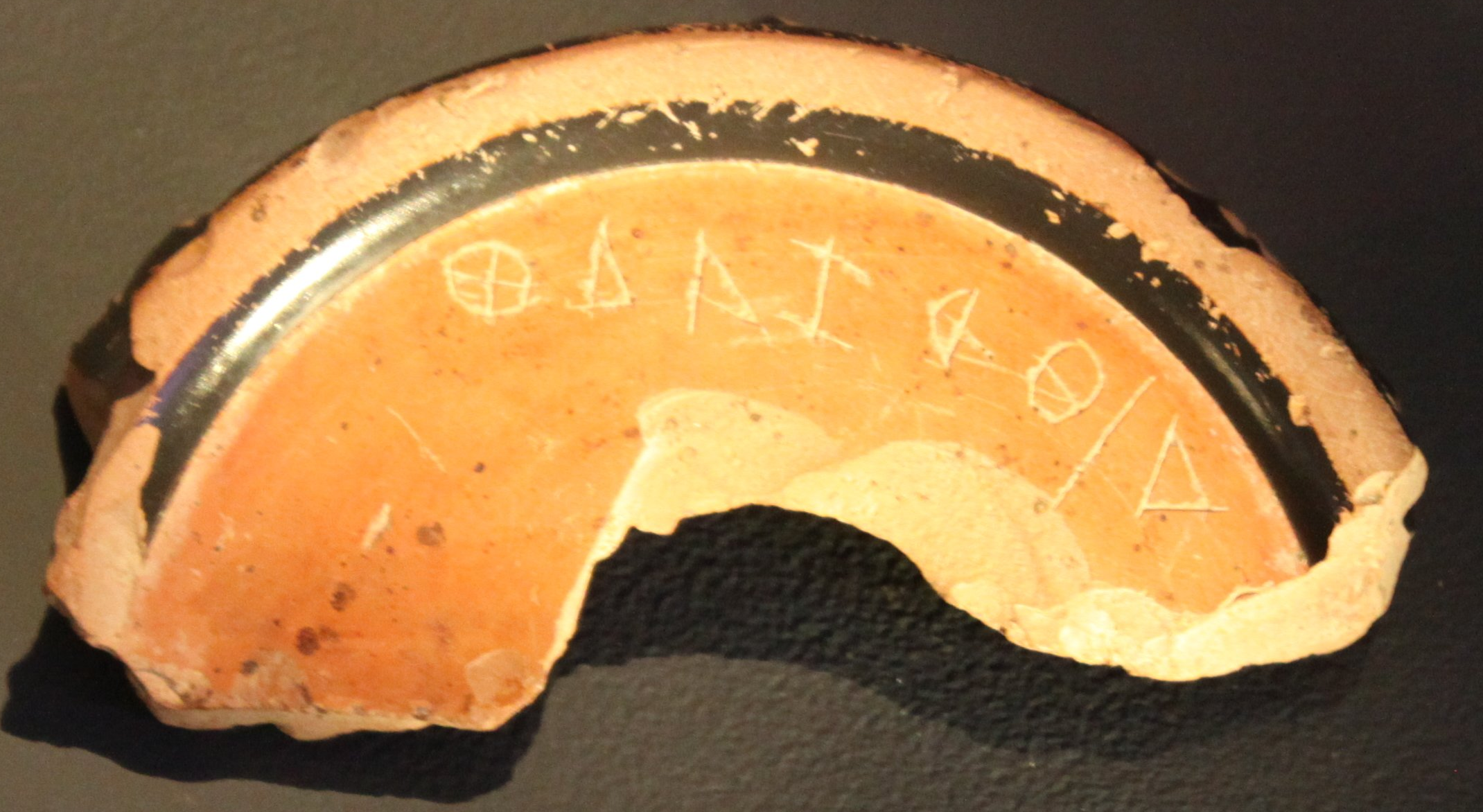
Inscription en carien du nom 𐊨𐊢𐊠𐊦𐊹𐊸, qlaλiś ; les lettres ressemblent à celles de l'alphabet grec, mais leur valeur éventuelle en est totalement distincte.

Les alphabets d'Anatolie (ou alphabets d'Asie mineure) sont un ensemble d'alphabets utilisés en Anatolie au Ier millénaire av. J.-C.

## Caractéristiques
Les alphabets sont créés pendant l'âge du fer en Anatolie pour transcrire des langues anatoliennes, ainsi que le phrygien. Certaines de ces langues étaient auparavant écrites par des systèmes logographiques (comme les hiéroglyphes hittites utilisés pour l'écriture d'un dialecte du louvite) ou syllabaires (cunéiforme).
Les lettres des alphabets d'Asie Mineure ressemblent à celles des alphabets grecs archaïques ; on suppose qu'ils peuvent en être dérivés ou qu'ils procèdent d'une origine similaire à partir de l'alphabet phénicien. Les valeurs de leurs lettres ne sont toutefois pas forcément liées à celles du grec, particulièrement dans le cas du carien. Certains alphabets possèdent également des lettres qui n'ont aucun équivalent dans l'alphabet grec. En revanche, les alphabets phrygien et lemnien semblent être des adaptations régionales de l'alphabet grec : les premières inscriptions phrygiennes sont contemporaines des premières inscriptions grecques, mais contiennent des innovations comme les lettres phi et psi qui n'existent pas dans les premières formes de l'alphabet grec.
Les alphabets d'Anatolie tombent en désuétude vers le IVe siècle av. J.-C. après la conquête de la région par Alexandre le Grand et le début de l'époque hellénistique.

## Alphabets

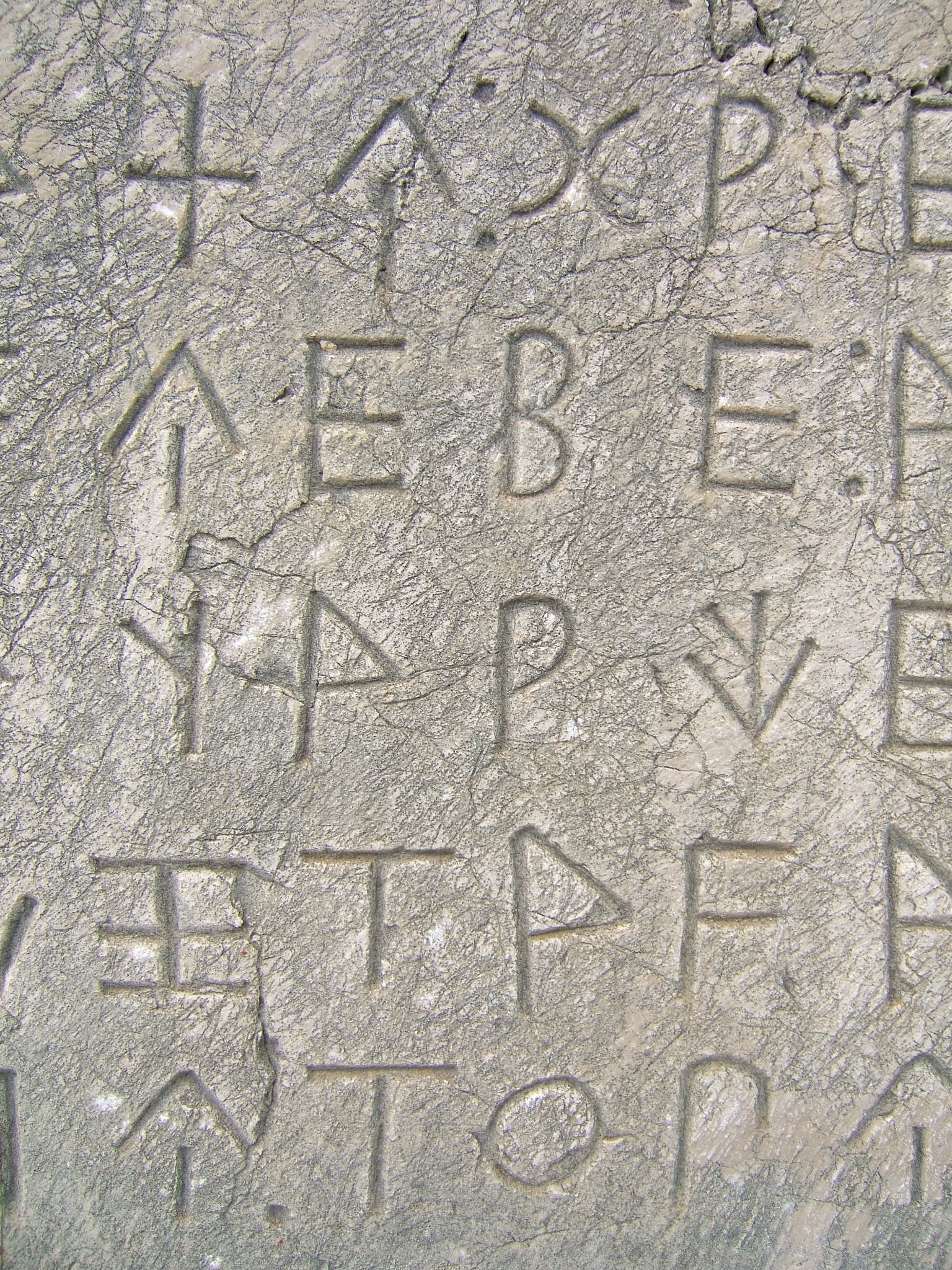
Détail du passage en lycien de l', vers le

On connait moins d'une dizaine d'alphabets d'Anatolie, par des inscriptions découvertes dans la région :
- L'alphabet lydien, utilisé pour transcrire le lydien vers les Ve et IVe siècles av. J.-C..
- L'alphabet para-lydien, connu par une seule inscription trouvée dans la synagogue de Sardes[2]. La langue qu'il écrit est inconnue, mais il ressemble à l'alphabet lydien.
- Les alphabets cariens, transcrivant le carien et dont on connait près d'une dizaine de variantes sur des inscriptions provenant de Carie, Égypte et Athènes. Partiellement compris, ils comptent 45 lettres. Beaucoup ressemblent aux lettres grecques, mais avec une valeur différente.
- L'alphabet lycien (en), transcrivant le lycien vers les Ve et IVe siècles av. J.-C..
- L'alphabet sidétique, un alphabet de 25 lettres dont seules quelques-unes sont clairement dérivées du grec, quasiment indéchiffré, connu par des pièces et transcrivant ce qui semble être une variété de sidétique.
- L'alphabet pisidien, transcrivant le pisidien ; attesté par une trentaine d'inscription dans la région de Pisidie.
- L'alphabet phrygien, utilisé pour le phrygien ; 21 lettres similaires aux premiers alphabets grecs archaïques, mis à part un caractère spécial pour « j ».
- Un alphabet provenant d'une unique inscription transcrivant peut-être le mysien (en) ou un dialecte du phrygien[3].